# Frontenac (Minnesota)
Frontenac ist eine Siedlung auf gemeindefreiem Gebiet im Goodhue County im US-amerikanischen Bundesstaat Minnesota. Zu statistischen Zwecken ist der Ort zu einem Census-designated place (CDP) zusammengefasst worden. Das U.S. Census Bureau hat bei der Volkszählung 2020 eine Einwohnerzahl von 249 ermittelt.

## Geografie
Frontenac liegt auf 44°30′40″ nördlicher Breite und 92°21′24″ westlicher Länge und erstreckt sich über 4,78 km². Der Ort liegt innerhalb der Florence Township. Frontenac besteht aus zwei Ortsteilen: am Rand des Frontenac State Park am westlichen Ufer des Mississippi, der die Grenze zu Wisconsin bildet. Der Mississippi ist an dieser Stelle zum Lake Pepin verbreitert.
Benachbarte Orte von Frontenac sind Lake City (10,6 km stromabwärts) und Red Wing (16,7 km stromaufwärts).
Die nächstgelegenen größeren Städte sind Rochester (65,2 km südlich) und das Ballungsgebiet um die Städte Minneapolis und Saint Paul liegt 105 km nordwestlich.

## Verkehr
Der U.S. Highway 61, der hier den Minnesota-Abschnitt der Great River Road bildet, führt parallel zum Mississippi durch Frontenac. Der U.S. Highway 63 verläuft auf der gleichen Strecke durch den Ort. Alle weiteren Straßen sind untergeordnete Fahrwege oder innerörtliche Verbindungsstraßen.
Durch Frontenac verläuft die parallel zum Mississippi und der Great River Road eine Eisenbahnlinie der Canadian Pacific Railway.
Die nächstgelegenen Flughäfen sind der Rochester International Airport (79 km südlich) und der größere Minneapolis-Saint Paul International Airport (98 km nordwestlich).

## Demografische Daten
Nach der Volkszählung im Jahr 2010 lebten in Frontenac 282 Menschen in 114 Haushalten. Die Bevölkerungsdichte betrug 59 Einwohner pro Quadratkilometer. In den 114 Haushalten lebten statistisch je 2,47 Personen.
Ethnisch betrachtet setzte sich die Bevölkerung zusammen aus 96,1 Prozent Weißen, 0,7 Prozent (zwei Personen) Asiaten sowie 0,4 Prozent (eine Person) aus anderen ethnischen Gruppen; 2,8 Prozent stammten von zwei oder mehr Ethnien ab. Unabhängig von der ethnischen Zugehörigkeit waren 1,4 Prozent der Bevölkerung spanischer oder lateinamerikanischer Abstammung.
24,8 Prozent der Bevölkerung waren unter 18 Jahre alt, 60,7 Prozent waren zwischen 18 und 64 und 14,5 Prozent waren 65 Jahre oder älter. 44,3 Prozent der Bevölkerung war weiblich.
Das mittlere jährliche Einkommen eines Haushalts lag bei 33.750 USD. Das Pro-Kopf-Einkommen betrug 28.240 USD. 8,5 Prozent der Einwohner lebten unterhalb der Armutsgrenze.